# U-20-Fußball-Südamerikameisterschaft 2001/Kader Uruguay
Bei der U-20-Fußball-Südamerikameisterschaft 2001 in Ecuador bestand der Kader der uruguayischen U-20-Nationalmannschaft aus den nachfolgend aufgelisteten Spielern.
|         | Martín Alonso      |  | Club Atlético Cerro    |  |  |  |  |  |
|         | Pablo Melo         |  | Club Atlético Cerro    |  |  |  |  |  |
|         | Gonzalo Gutiérrez  |  | Danubio FC             |  |  |  |  |  |
|         | Pablo Lima         |  | Danubio FC             |  |  |  |  |  |
|         | Rubén Olivera      |  | Danubio FC             |  |  |  |  |  |
|         | Horacio Peralta    |  | Danubio FC             |  |  |  |  |  |
|         | Rodrigo Gómez      |  | Defensor Sporting      |  |  |  |  |  |
|         | Williams Martínez  |  | Defensor Sporting      |  |  |  |  |  |
|         | Nathaniel Revetria |  | Defensor Sporting      |  |  |  |  |  |
|         | Martín Silva       |  | Defensor Sporting      |  |  |  |  |  |
|         | Raúl Denis         |  | Huracán Buceo          |  |  |  |  |  |
|         | Germán Domínguez   |  | Nacional Montevideo    |  |  |  |  |  |
|         | Alvaro Meneses     |  | Nacional Montevideo    |  |  |  |  |  |
|         | Jimmy Schmidt      |  | Nacional Montevideo    |  |  |  |  |  |
|         | Sebastián Alvarez  |  | Peñarol Montevideo     |  |  |  |  |  |
|         | Darwin Barreto     |  | Peñarol Montevideo     |  |  |  |  |  |
|         | Carlos Jacques     |  | Peñarol Montevideo     |  |  |  |  |  |
|         | Mario Leguizamón   |  | Peñarol Montevideo     |  |  |  |  |  |
|         | Carlos Diogo       |  | River Plate Montevideo |  |  |  |  |  |
|         | Sebastián Eguren   |  | Montevideo Wanderers   |  |  |  |  |  |
| Trainer |                    |  |                        |  |  |  |  |  |
|         |                    |  |                        |  |  |  |  |  |

Quelle: 